# Quarmbeck
Quarmbeck ist ein Ortsteil von Quedlinburg. Er liegt zwei Kilometer südlich von Quedlinburg am Quarmbach. Der Ort besteht aus vier Teilen: einer mittelalterlichen Wüstung der Quedlinburger Wüstungen Quernbeck, die ein wichtiger archäologischer Fundort in Sachsen-Anhalt ist, einem ehemaligen Flugplatz und Fliegerhorst, dem ehemals größten Standort der sowjetischen Streitkräfte im Umkreis von Halberstadt und dem heutigen Ortsteil und Gewerbegebiet Quarmbeck.

## Wüstung Quarmbeck
Das mittelalterliche Dorf Quernbeck wurde 936 erstmals erwähnt. Es fiel wüst vor dem Jahr 1426.

## Flugplatz und Fliegerhorst
Im Jahre 1927 wurde der Verkehrslandeplatz Quedlinburg-Quarmbeck eröffnet. Im September 1935 wurde mit dem Umbau des Verkehrslandeplatzes Ostharz zum Fliegerhorst Quedlinburg begonnen. Für den Ausbau zu einem Schulungszentrum für Militärflieger wurden zeitweilig 500 Maurer aus dem Eichsfelder und Limburger Raum und eine unbekannte Zahl kriegsgefangener Zwangsarbeiter eingesetzt. In diesem militärischen Flugausbildungszentrum leistete unter anderem der Jagdflieger Hans-Joachim Marseille seine infanteristische Grundausbildung und der Schauspieler Heinz Rühmann seine Grundausbildung als Abwehrflieger.
Der Horst wurde am 2. Oktober 1936 eingeweiht. Als erster Truppenteil zog die Flieger-Ersatz-Abteilung 17 ein. Die Flieger-Ersatz-Abteilung 12 wurde auf dem Platz neu errichtet. Im Oktober 1938 verlegte man die Flieger-Ersatz-Abteilung 17 nach Österreich, sie wurde vom Flieger-Regiment 17 abgelöst. Am 25. August 1939 wurden die in Quedlinburg liegenden Truppenteile alarmiert und nahmen am II. Weltkrieg teil. Im April 1941 wurde das Fallschirmjäger-MG-Bataillon 7 nach Quedlinburg verlegt. Im November 1942 wurde das Flieger-Regiment 17 in Luftwaffen-Jäger-Regiment 17 umbenannt und an der Ostfront eingesetzt. 1944 wurde das Reserve-Grenadier-Regiment 267 in der Infanterie-Kaserne aufgestellt. Es kam zum Küstenschutz an die Kanalküste. Im Oktober 1944 lag der Stab der 2. Fallschirmjäger-Division in der Stadt. Am 19. April 1945 erreichten die amerikanischen Truppen Quedlinburg. Die Kasernen und der Fliegerhorst wurden verlassen vorgefunden. Anschließend übernahmen die Briten und ab Juli 1945 die Russen die Stadt. 1949 zog auf dem ehemaligen Fliegerhorst die kasernierte Volkspolizei ein.

## Sowjetischer Truppenstandort
1953 wurde der Horst von den sowjetischen Truppen übernommen. Quarmbeck war, bis zu seiner Räumung im Jahre 1993, der größte Standort sowjetischer Streitkräfte im Umkreis von Halberstadt. Im Sommer 1960 sind rund 100 deutsche Familien nördlich des Kohlweges nach Quedlinburg und Thale ausquartiert worden. Als Sichtschutz errichtete man eine zwei Meter hohe Bretterwand an der Ost- und Westseite. Danach wurden auf dem ehemaligen Fliegerhorst Quarmbeck unter hohen Sicherheitsvorkehrungen Marschflugkörper im Kasernenbereich stationiert. Im Militärjargon waren das „Frontflügelraketen“, die auf den ersten Blick einem Jagdflugzeug ähnlich sahen, allerdings fehlte die Pilotenkabine, stattdessen verbarg sich im Rumpf ein 1.000 Kilogramm schwerer (Atom-)Sprengsatz.
Sicher ist, dass hier ab 1962 das Luftverteidigungssystem „Dwina/Wolchow“ stationiert war, das damals als das modernste galt. In engem Zusammenhang mit der Stationierung von Marschflugkörpern stehen wahrscheinlich auch Beobachtungen von unterirdischen Bauarbeiten am Südhang des Liebfrauenberges. Nach dem Abzug der Marschflugkörper 1968 verschwand vieles auch unter Neubauten. In Quarmbeck befanden sich nunmehr ein Panzerregiment, ein Aufklärungsbataillon und Einheiten der Truppenluftabwehr mit dem Raketenkomplex 2K11 und Buk. Die Wirkung der Radarantennen der Aufklär- und Leitstationen waren durch kurze Bildstörungen beim Fernsehempfang bemerkbar. Dort waren mindestens vier Einheiten der Sowjetarmee untergebracht: das 115. selbständige Panzerregiment, das 443. Funktechnische Bataillon, die 1309. FlaRaketenabteilung und das 4. Aufklärungsbataillon.

## Dorf und Gewerbegebiet
Die Gewerbefläche liegt in südlicher Richtung von Quedlinburg, rund fünf Kilometer vom Stadtkern entfernt, und umfasst ein Areal von 105 ha, von denen rund 67 ha gewerbsmäßig verfügbar sind.

## Infrastruktur
Quarmbeck ist an der Landesstraße L 239 (B 6n Abfahrt Quedlinburg Ost–B 242 in Güntersberge) gelegen und hat Anschluss an das Busnetz der Harzer Verkehrsbetriebe. Mit der seit 2006 verlängerten Strecke der Selketalbahn hat Quarmbeck erneut Anschluss an Quedlinburg, nachdem zum Ende des Jahres 2004 die Nebenbahn Frose–Quedlinburg stillgelegt worden war. Die Stichstrecke vom Bahnhof Bad Suderode bis zum Fliegerhorst ist heute nur noch teilweise zu erkennen.